# 细莴苣
细莴苣（学名：Stenoseris graciliflora）为菊科细莴苣属的植物，是中国的特有植物。分布于中国大陆的西藏、贵州、云南、四川等地，生长于海拔2,800米至3,500米的地区，多生长于山坡灌丛以及林缘，目前尚未由人工引种栽培。

## 别名
细莴苣

## 异名
- Lactuca graciliflora (Wall.) DC.